# Thỏ tai cụp Hà Lan

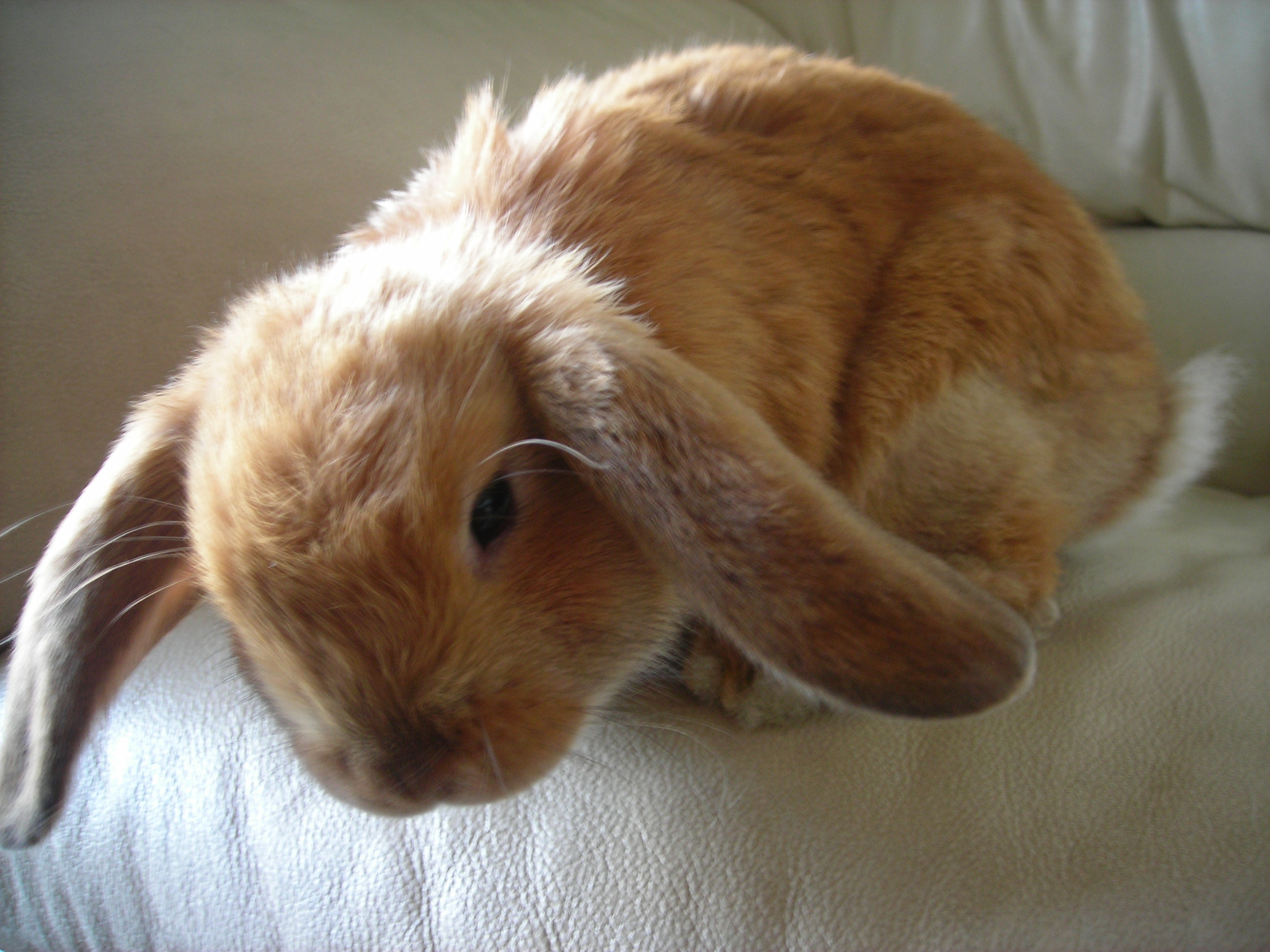
Một con thỏ tai cụp Hà Lan

Thỏ tai cụp Hà Lan (Holland Lop) là một giống thỏ nhà có nguồn gốc ở Hà Lan. Giống thỏ này được công nhận bởi cơ quan có thẩm quyền thuộc Hà Lan trong năm 1964. Chúng thuộc nhóm thỏ tai cụp.

## Đặc điểm
Chúng là những vật nuôi nhà phổ biến, chúng cũng được biết đến với tính khí ngọt ngào và những hành vi không hề gây hấn (non-aggressive). Holland Lop là một giống nhỏ gọn nhỏ có cơ thể chắc nịch, với một cơ thể ngắn, dày đặc, tròn ở vùng hông và chân ngắn. Đầu ngắn, tai hình thìa thò lò xuống bên cạnh đầu. Chúng có màu sắc đa dạng như lang, đen, nâu, đỏ, tam thể, nhưng bất kỳ màu sắc nào pha với sắc trắng thì không được chấp nhận và bị xem là lỗi.
Thỏ tai cụp có chiều cao khiêm tốn, nhưng 1 cơ thể khá dày cơm vì thế, cũng có cân nặng tương đương với thỏ Rex nhỏ Mini Rex, khoảng 1,8 kg. Đuôi tai cụp chứ không thẳng đứng như những chú thỏ điển hình, và tính tình dịu dàng và bình tĩnh. Những con thỏ cái đôi khi quá bẽn lẽn với người lạ hoặc nơi lạ. Việc chăm sóc lông thỏ tai cụp hơi cực chút xíu, là dùng lược chuyên dụng chứ khó thực hiện bằng tay.

## Lịch sử
Giống này thông dụng ở Hà Lan nhưng có lẽ ít được biết đến là lịch sử của loài này ở châu Âu. Một giống Hà Lan, và một trong những phát triển bởi Adriann de Cock của Tilburg, Hà Lan như nó được biết đến trên khắp châu Âu. Một nhà lai tạo lâu năm De Cock là người hâm mộ của cả giống thỏ lùn Hà Lan và giống thỏ tai cụp Pháp, mặc dù có ý kiến rằng các Lop Pháp đã bị trói tay bởi kích thước lớn của nó. Trong mùa đông 1949-1950, ông thu được một con đức Pháp Lop lai tạo để một con thỏ lùn Hà Lan trắng và trong năm 1951, việc lai tạo chưa được như mong muốn.
Đến năm 1955, De Cock đã có một Holland Lop của các loại có trọng lượng 2,5–3 kg. và vào tháng 1 năm 1964, ông đã trình bày bốn mẫu vật để chấp nhận mỗi cân nặng dưới 2 kg. Nhu cầu ở Hà Lan ngay lập tức vượt quá cung và giống này được yêu cầu tăng trọng lượng 2,5 kg. Năm 1970, De Cock và mười hai người ủng hộ thành lập một Holland Lop Specialty Club lập kế hoạch để nhân giống giảm trọng lượng của chúng như trên xuống đến 1,5 kg như bây giờ.
Chúng từ đó đã được phân phối trên toàn châu Âu, đặc biệt là tại Bỉ, mặc dù ở Đức và Đan Mạch là kích thước trung bình "Mini Lop" là phổ biến hơn. Holland Lop lần đầu tiên được đưa đến Anh trong 1969-1970 bởi George Scott của quận Yorkshire qua một số liên lạc viên của Hà Lan. Trong mùa đông 1978-1979, một số Holland Lops, có kích thước cao và loại, nếu hơi kém về tai vận chuyển được nhập khẩu trực tiếp từ Hà Lan. 